# João Steenhagen
João (Johannes Petrus Mattheus) Steenhagen (Amsterdam 1840 — Porto Alegre 1905) foi um político brasileiro.
Membro do Partido Operário, foi o representante dos operários escolhido por Júlio de Castilhos, eleito  deputado estadual, à 21ª Legislatura da Assembleia Legislativa do Rio Grande do Sul, de 1891 a 1895. Durante seu mandato não fez muito em prol das associações operárias.